# Região Hidrográfica da Lagoa dos Patos

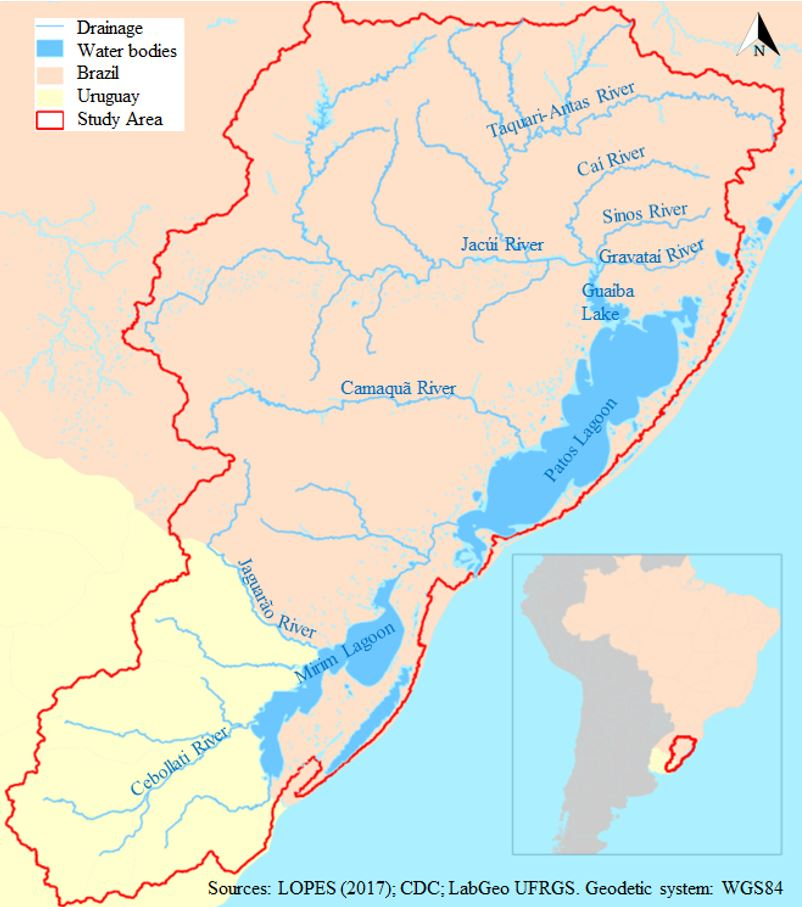
Bacia da Lagoa dos Patos, no estado brasileiro do Rio Grande do Sul e no Uruguai.

 A região hidrográfica da Lagoa dos Patos é uma bacia hidrográfica internacional que ocupa o sul e leste do Rio Grande do Sul e o nordeste do Uruguai. É a maior bacia da região hidrográfica brasileira do Atlântico Sul, definida pelo Conselho Nacional de Recursos Hídricos (CNRH). Entretanto, a bacia da Lagoa dos Patos não faz parte das outras bacias dessa região, que, com exceção da bacia da Lagoa dos Patos, é composta sobretudo por rios e arroios pequenos que fluem diretamente para o Atlântico sem conexão entre si.
A bacia possui uma área de cerca de 180.000 km² (menos de 2% do território brasileiro, mas cerca de 54% do Rio Grande do Sul e 16% do Uruguai), e é formada por uma série de sub-bacias cujas águas desembocam na Lagoa dos Patos antes de escoarem para o Atlântico na barra do Rio Grande. As principais cidades brasileiras localizados na bacia são Porto Alegre e Caxias do Sul e suas respectivas regiões metropolitanas, bem como Santa Maria, Cachoeira do Sul, Estrela, Pelotas, Rio Grande, Jaguarão e Camaquã. No Uruguai incluem-se os municípios de Melo, Treinta y Tres, Río Branco e Chuy.
Dentre os seus principais afluentes, destaca-se ao norte da Lagoa dos Patos a sub-bacia do rio Jacuí, em cuja foz no Guaíba na altura de Porto Alegre a vazão é de 1.900 m³/s. O Jacuí possui importantes afluentes, como os rios Taquari, Caí, Gravataí e dos Sinos.
Ao sul da lagoa, a sub-bacia mais importante é a da Lagoa Mirim, cujos principais afluentes são os rios Cebollatí e Tacuarí no Uruguai, e o rio Jaguarão, que  marca a fronteira entre este país o Rio Grande do Sul. Esta sub-bacia é ligada à Lagoa dos Patos pelo canal natural de São Gonçalo.
Por fim, destaca-se também a sub-bacia do Camaquã, que deságua na margem oeste da Lagoa dos Patos.

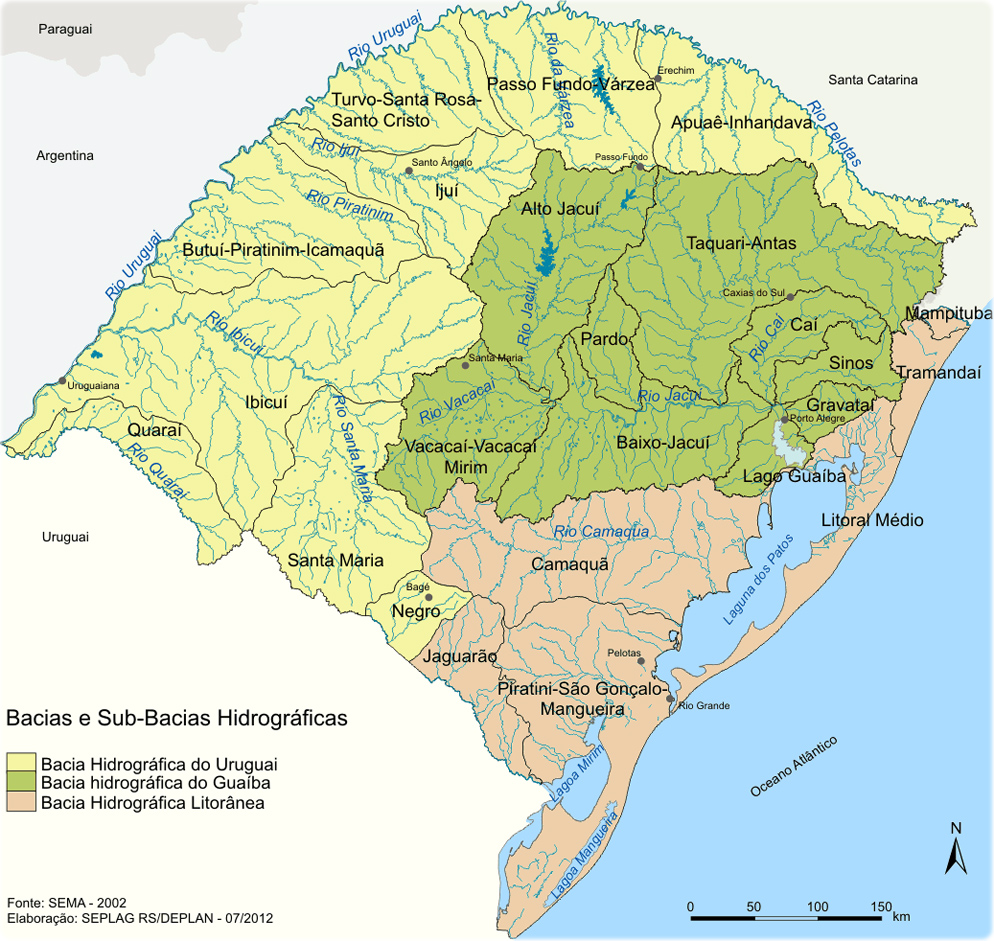
Região hidrográfica da Lagoa dos Patos representada em verde e vermelho (com exceção de Tramandaí e Mampituba) no estado do Rio Grande do Sul

## Clima
O clima da região é temperado e com chuvas bem distribuídas durante o ano todo. Nas partes altas da Serra Gaúcha (entre 400 e 1300 m de altitude) e da Serra do Sudeste (entre 300 e 500 m) o clima é oceânico (Cfb), com verões amenos (médias altas abaixo de 22°C) e invernos com temperaturas mínimas médias abaixo de 10°C e ocorrências eventuais de temperaturas negativas e de neve. As áreas de relevo mais baixo nos vales (como os dos rios Jacuí, Taquari, Caí, Sinos e Jaguarão), bem como nas margens das lagoas dos Patos e Mirim, o clima é subtropical (Cfa) com verões quentes (médias acima de 22°C) e invernos com frequentes ocorrências de geada, mas raríssimas de neve. 

## Navegabilidade
A bacia possui uma grande malha hidroviária, com 1042 km de vias navegáveis em território brasileiro, e faz parte da Hidrovia do Mercosul. A hidrovia possui uma das melhores estruturas do Brasil, contando com barragens equipadas com eclusas, balizamentos e sinalizações instaladas. Desde 2015 vigora o acesso livre e não discriminatório no transporte fluvial de empresas mercantes nos dois países, permitindo o acesso do nordeste do Uruguai ao Porto do Rio Grande para fomentar o comércio e turismo entre os dois países, bem como exportações para fora do Mercosul.
Além da Lagoa dos Patos, da Lagoa Mirim e do Canal de São Gonçalo, são também navegáveis os rios Jacuí, Taquari, Sinos, Caí, Gravataí, Cebollatí e Jaguarão. No rio Jacuí encontram-se os portos de Cachoeira do Sul e Charqueadas e três eclusas: Amarópolis (em General Câmara), Dom Marco (em Rio Pardo) e Fandango (em Cachoeira do Sul). No rio Taquari, o principal porto é o de Estrela, que permite embarcações de até 2,5 m de calado. Em território uruguaio, foi anunciada em 2021 a construção de dois portos fluviais, um sobre o rio Cebollatí em Treinta y Tres e outro no rio Tacuarí em Cerro Largo. Entretanto, atualmente a principal rota hidroviária de cargas é a entre os portos de Porto Alegre, Pelotas e Rio Grande, trecho com um calado de 5,2 metros. O Porto do Rio Grande, já na saída para o Oceano Atlântico, é o maior porto do Rio Grande do Sul e um dos maiores do Brasil, sendo o sexto em movimentação de contêineres e o terceiro de carga.
O transporte hidroviário de passageiros é feito sobretudo entre as cidades de Guaíba e Porto Alegre, conectando aquela ao centro histórico e a zona sul da capital rio-grandense. O serviço de catamarã atende em média 2,5 mil usuários por dia. Há também um serviço de balsas para veículos e pessoas entre os municípios de Rio Grande e São José do Norte. 